# Combat de Lannion
Chouannerie
Batailles
- 1er Vannes
- Fouesnant
- Scrignac
- Lannion
- Pontrieux
- Bourgneuf-la-Forêt
- Plumelec
- Savenay
- Loiré
- Ancenis
- 2e Vannes
- Pluméliau
- Pontivy
- 1er La Roche-Bernard
- 1er Rochefort-en-Terre
- Pacé
- Guérande
- Fleurigné
- Fougères
- Vitré
- Mané-Corohan
- Plabennec
- Saint-Pol-de-Léon
- Kerguidu
- Lamballe
- Saint-Perreux
- 2e Rochefort-en-Terre
- 2e La Roche-Bernard

La combat de Lannion se déroula à la suite d'une révolte paysanne contre la levée en masse lors de la Pré-Chouannerie.

## Le combat
Le 22 juillet 1792, l'Assemblée nationale législative ordonne une levée de 25 000 volontaires supplémentaires à prélever dans les départements ayant fourni de faibles effectifs et parmi lesquels se trouvaient les Côtes-du-Nord.

Cependant, le 14 août, face au faible nombre de volontaires, le département ordonne un tirage au sort parmi les célibataires âgés de 18 à 45 ans. La mesure est très mal accueillie par les paysans et les premiers soulèvements éclatent dans le Trégor. Armés de bâtons, les insurgés gagnent l'église Notre-Dame de Coat-Covézou, où doit se dérouler le tirage, et en chassent les administrateurs, ils font de même à Penvénan et Saint-Derrien. À Perros-Guirec, Tréguier, Ploubazlanec et dans les environs de Pontrieux, des commissaires sont chassés ou rossés, des gardes nationaux, des patriotes et des volontaires sont désarmés ou malmenés par les paysans et les marins qui refusent le tirage. À Lannion, les insurgés envoient une déclaration: 

« Nous ne donnerons pas un soldat à la Nation. Nous ne connaissons que le roi et il est prisonnier en ce moment. Que les citoyens marchent à la frontière, nous ne sommes pas citoyens. Nous descendrons avec nos armes dans la ville ou bien on dissoudra la garde nationale. Vous avez emprisonné plusieurs de nos camarades, rendez-les-nous. »

Lannion est attaquée par 4 000 à 20 000 insurgés. Les deux partis parlementent, les insurgés exigent le désarmement des gardes nationaux et la libération des prisonniers et des prêtres réfractaires. Mais des coups de feu isolés sont lâchés par les assaillants auxquels répondent un tir nourri de la part des gardes nationaux qui mettent en fuite les paysans après leur avoir tué plusieurs hommes. Le même jour plus de 7 000 insurgés sont également repoussés à Pontrieux. Le lendemain, 1 500 patriotes venus de Morlaix, Guingamp et des environs débloquent la ville et appliquent une répression dans les paroisses révoltées, 560 gardes nationaux sont envoyés à Tréguier permettant la reprise du tirage au sort et la levée du nombre nécessaire de soldats.
Les insurgés faits prisonniers lors du combat sont jugés le 28 juin par le tribunal criminel des Côtes-du-Nord. 27 sont acquittés, en revanche Yves Le Pennou, de Perros-Guirec, est condamné à 6 ans de « gêne » pour incitation à la révolte et un autre, Guillaume Le Cam, de Tonquédec, en fuite, est condamné à mort par contumace pour avoir réclamé « le sang d'un intrus et d'un citoyen. » Mais il ne sera pas retrouvé.
À la suite de ces affrontements, l'année 1792 a été surnommée dans le Trégor, « L'année des coups de bâtons » (Blavez an tiollo baz).